# Vörös paradicsommadár
A  vörös paradicsommadár (Paradisaea rubra) a madarak osztályának verébalakúak (Passeriformes) rendjébe és a paradicsommadár-félék (Paradisaeidae) családjába tartozó faj.

## Előfordulása
Új-Guinea szigetének Indonéziához tartozó részén honos, esőerdők lakója.

## Megjelenése
A fején lévő fémzöld bóbitája a szemen túl és a szemek fölé is kiterjed, ott mind a két oldalon bütyökszerűen kidomborodik. A hát sötét szalmasárga, s ez a színeződés mellpánt formában átterjed a hasi oldalra is. A torok smaragdzöld, a mell és a szárnyak vörösesbarnák. A csőr tövének környéke, valamint a szem mögött levő folt bársonyfekete, a két oldalt serkedő tollbokréták gyönyörű pirosak, a tollak hegye fehéresen végződik, befelé kunkorodik és erősen foszlott. A 60 cm hosszú, középső farktollpár kifelé kunkorodik, merev, szaruszerű és néhány milliméternyire kiszélesedő. A szem világossárga, a csőr és láb hamvas kékesszürkék. A tojónál a fej eleje és a torok bársonyosbarna, a háti oldal és a has vörösesbarna, a nyak és mell világosvörös.

## Külső hivatkozások
- Képek az interneten a fajról
- Video a fajról[halott link]